# بنای تاریخی چلبی اوغلی
بقعه چلبی اوغلی در پانصدمتری جنوب غربی سلطانیه، بر سر راه سلطانیه – خدابنده، قرار گرفته، برخی باستان شناسان و محققان این مجموعه را به سلطان چلبی از عارفان هوادار مولانا منسوب نموده و تاریخ احداث بنا را سال ۷۲۸ هجری قمری بیان نموده‌اند. این بنا با نام "مقبره چلپی اوغلی" در تاریخ ۱۵ دی ۱۳۱۰ با شمارهٔ ثبت ۱۶۷ به‌عنوان یکی از آثار ملی ایران به ثبت رسیده است.

## بنای مقبره
این بنا توسط مرید نامدار جلال الدین رومی؛ ملقب به مولوی یکی از بزرگترین حکیمان و عارفان ایران؛ در قرن ۸ (هـ. ق) ساخته شده‌است. ارتفاع این بنا ۱۶ متر و قطر دهانه آن ۶  متر می‌باشد. چلپی اوغلو بر اثر بیماری در سال ۷۱۶ (هـ. ق) درگذشت. این بنا یکصد و شصت و هفتمین اثر تاریخی به ثبت رسیده در لیست آثار ملی ایران است.

## معرفی بخش‌ها
این مجموعه از دو بخش خانقاه و مقبره تشکیل شده‌است. خانقاه شامل صحن مرکزی بوده و در اضلاع غربی و شرقی آن حجرات قرار گرفته‌اند. پلان معماری این مجموعه با الهام گرفتن از عقاید و مراتب صوفیه طراحی و هر یک از فضاها با عملکردی خاص، اجرا شده‌است.

### بخش نخست
واحد نخستین در قسمت ورودی به مرتبه فقرا اختصاص داشته طالبان جنّت، مرتبه بعدی این فرقه، در زوایای قسمت ورودی جای گرفته‌اند. حجرات انفرادی صحن مرکزی با دارا بودن درهای کوتاه، محل ریاضت مریدان را با توجه به مراتب آن‌ها تشکیل می داده است. صحن خانقاه محل سماع جمعی بوده که سلطان در وسط و مریدان در گرداگرد آن حلقه می‌زدند و بدین ترتیب حلقه ذکر بر پا می گردیده است. احتمالاً واحدهای جنوبی خانقاه به عنوان کلاس‌های آموزشی و فضای واقع در طرفین ایوان جنوبی محل حلقه ذکر زمستانی بوده‌است. طبقه دوم بنا در طرفین ایوان به شدت آسیب دیده و فرو ریخته و گرداگرد آن عنصری شبیه به جان پناه دیده می‌شود. قرینه‌سازی در کل مجموعه کاملاً رعایت شده، و مصالح اصلی بنا را لاشه سنگ‌ها و ساروج تشکیل داده و سقف حجرات و زوایا گنبدی شکل می‌باشد.
عده‌ای از محققان و باستان شناسان بنای خانقاه را مقدم بر مقبره سلطان چلبی می‌دانند و بعضی از آن‌ها تاریخ احداث مقبره را مقدم بر خانقاه اعلام نموده‌اند. یکی از مدارک بسیار ارزنده‌ای که در حل مسئله تاریخ‌گذاری واقعی بنای خانقاه از اهمیت به سزایی برخوردار است، مطالعهٔ کتیبه حک شده بر جرز جنوبی ایوان جنوبی است. این کتیبه در سه قطعه که یکی در بالا و دو قطعه در طرفین ایوان نوشته شده، از اسناد معتبر در شناسایی شهر سلطانیه و نکات و دقایق به آن است.

### بخش دوم
قسمت دوم این مجموعه تاریخی بقعهٔ معروف به سلطان چلبی است. پلان این بنا هشت ضلعی بوده و هر ضلع آن از نمای خارجی به طول ۱۶ /۴ متر، به ارتفاع ۱۷ متر و طول ۵ / ۷ متر با زیبایی خاصی طراحی و اجراء گردیده است. بنا ابتدا با سه ردیف سنگ سبز تراشیده ساخته شده که در این قسمت سنگ‌هایی از نوع ماسه‌ای کم دوام به کار رفته و سپس آجر چینی با سبک زیبایی آلت و لغت و کاربندی آجری تا رقوم ۵/۲ متر اجراء شده‌است. فرم آجر چینی در طاق نماهای هشت‌گانه متفاوت به نظر می‌رسد. پس از آن ادامه کار با آجر چینی ساده انجام گرفته و حد فاصل جرزهای هشت‌گانه طاق نماهای زیبایی طراحی و اجراء شده که طاق‌های پنج و هفت کند آن را زینت داده‌اند. بالای این جرزها گنبد آجری با ساقه نسبتاً بلند استوار شده‌است. پلان هشت ضلعی با اجرای ترمبه‌ها به پلان ۱۶ ضلعی و سپس به دایره تبدیل شده و گنبد بر آن نشسته است.
سبک قبرسلطان چلبی در این آرامگاه اهمیتی به سزا دارد، از این نظر که این قبر، حلقه ذکر صوفیه را تداعی می‌کند. بدین معنی که داخل مقبره به فضایی تقسیم گردیده، که جسد سلطان در وسط دفن شده و اجساد مریدان با توجه به درجه و مراتب آن‌ها، در گرداگرد آن قرار داده شده‌اند.

## نگاره‌های بنا در میانه‌های سده نوزدهم
در بازدیدی که اوژن فلاندن نقاش و معمار فرانسوی در دوره محمد شاه قاجار از این بنا داشت، نگاره‌های رسم کرده‌است که وضعیت بنا در  میانه‌های سده نوزدهم میلادی و پیش از مرمت و بازسازی را نشان می‌دهد.

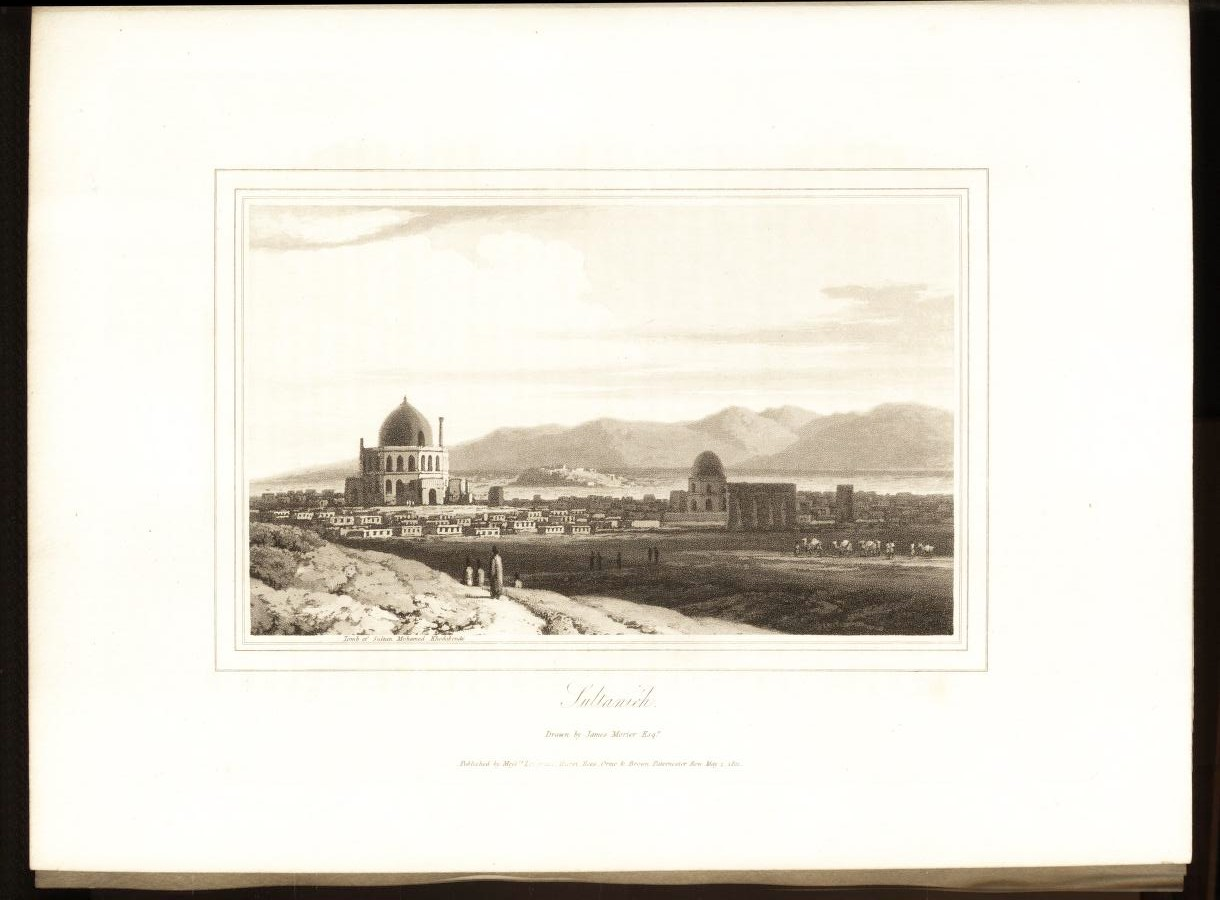
بنای چلبی اوغلی در کنار بنای گنبد سلطانیه در سال ۱۸۱۲ اثر جیمز موریه
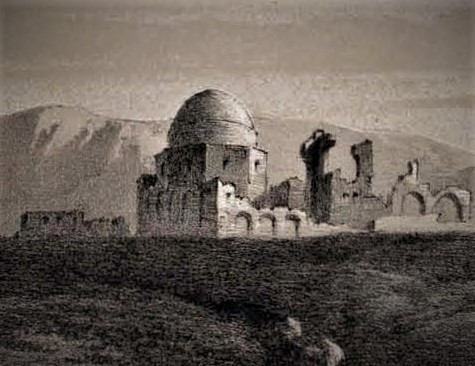
بنای چلبی اوغلی در سلطانیه در سال ۱۸۴۰ اثر اوژن فلاندن
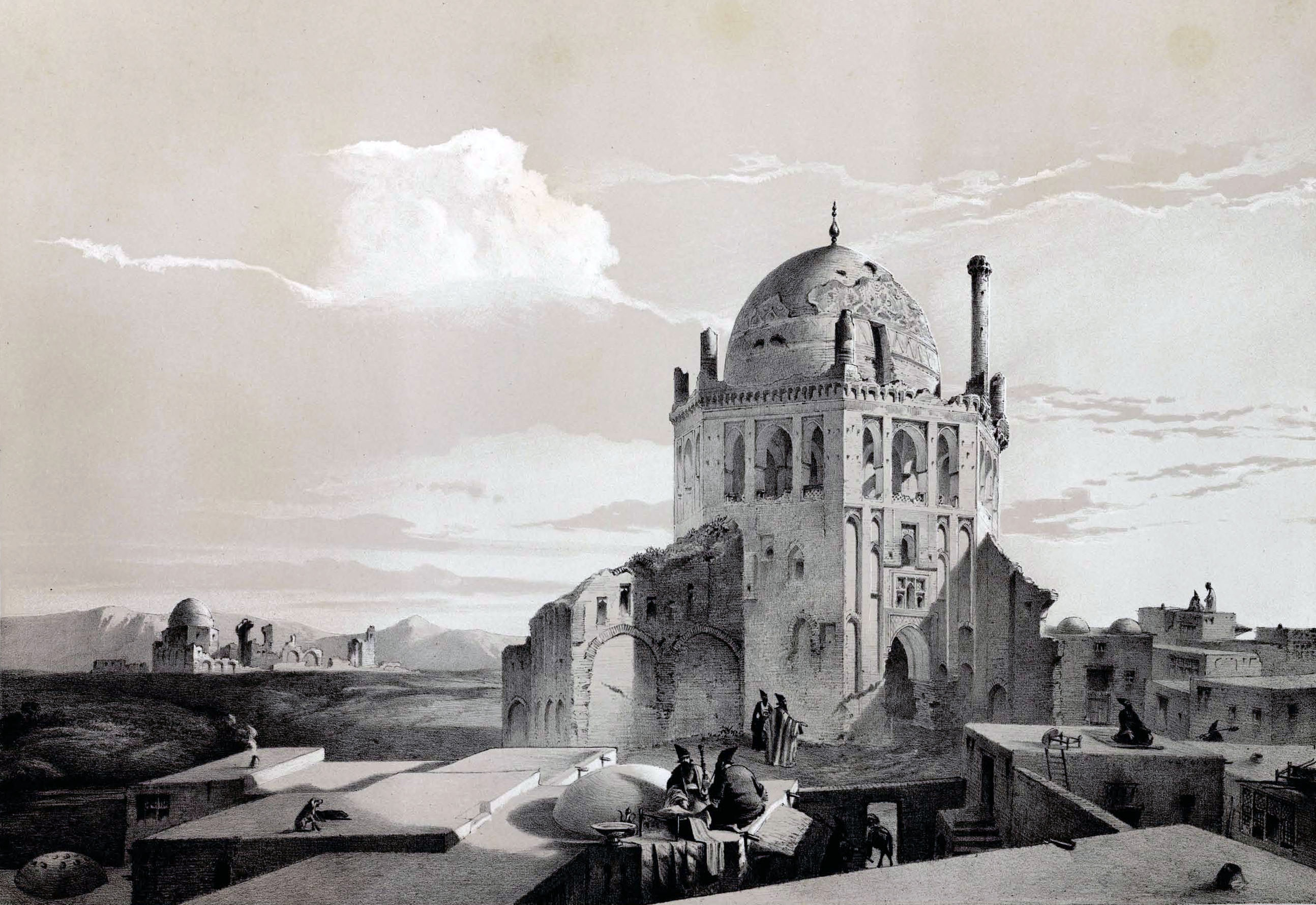
بنای چلبی اوغلی در پشت تصویر گنبد سلطانیه در سال ۱۸۴۰ اثر اوژن فلاندن
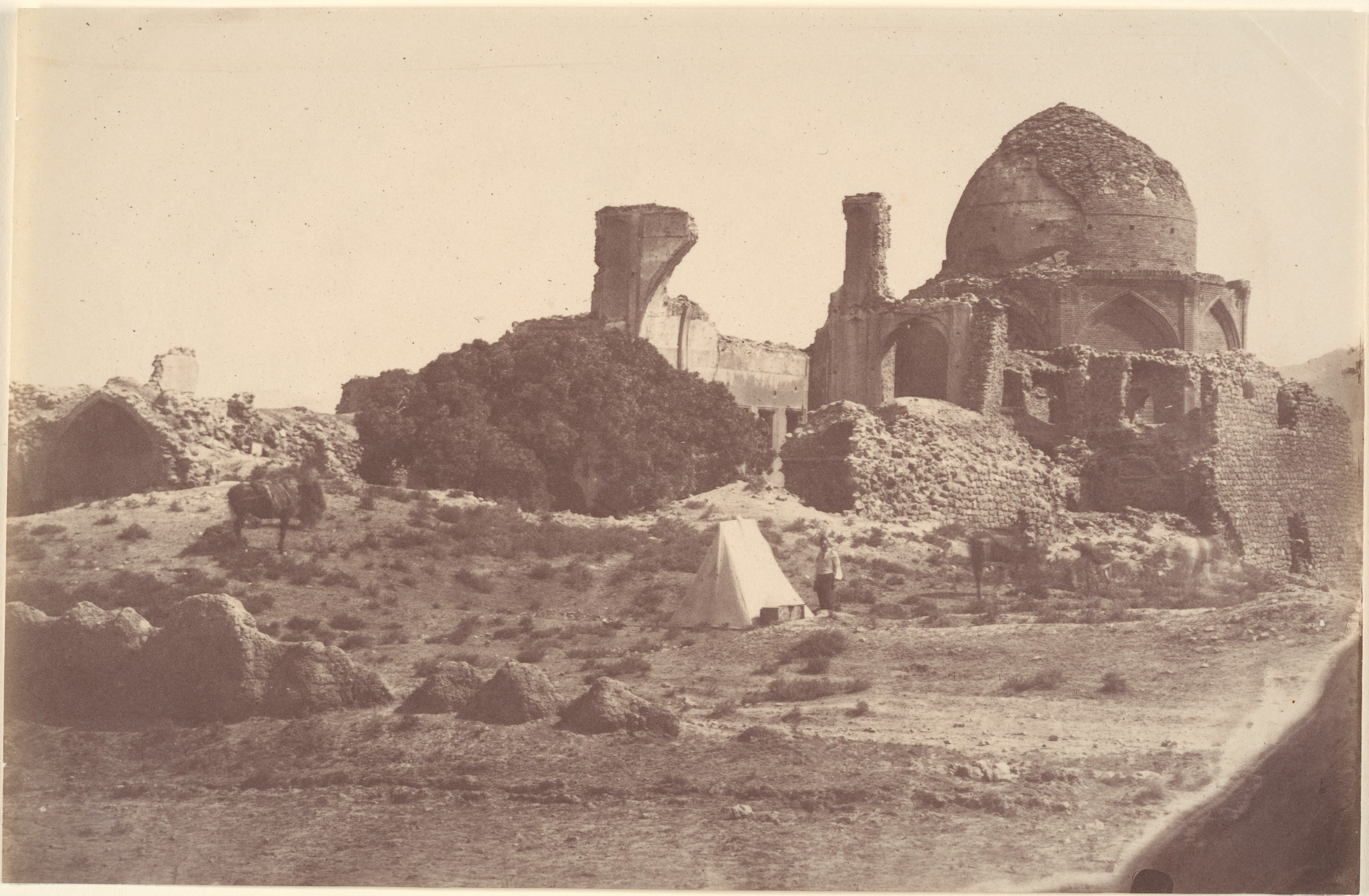
بنای چلبی اوغلی در میان سال‌های ۱۸۴۰ تا ۱۸۶۰ اثر لوئیجی پشه

## بازسازی
این سازه به روش بسیار زیبایی باز سازی شده و حجره‌های دراویش تبدیل به اتاقهای بسیار زیبای هتل گردیده به همراه غذا خوری و کافی شاپ که پذیرای مهمانان داخلی و خارجی در قونبیه ایران است.

## نگارخانه

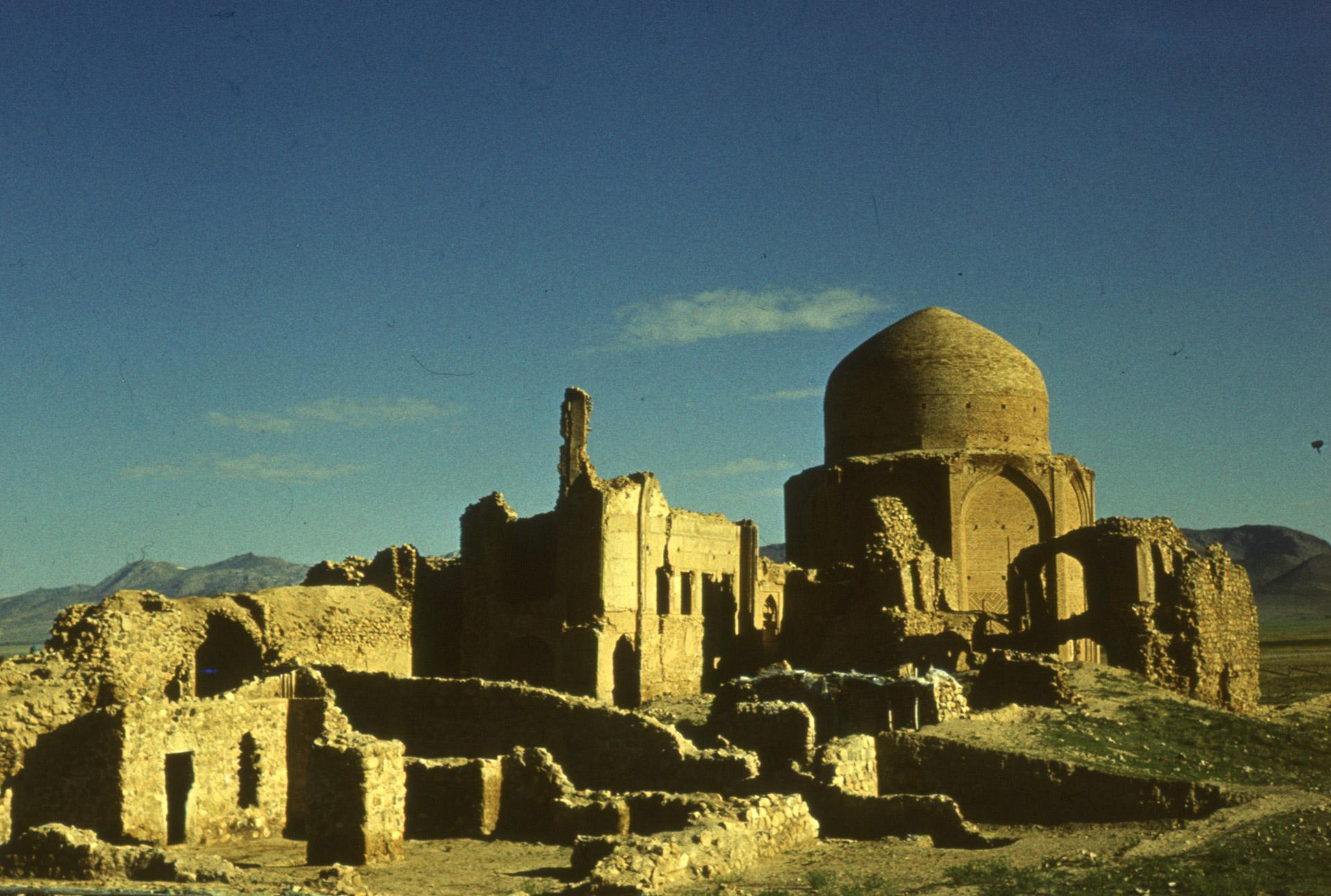
بنای چلبی‌اوغلی سال ۱۳۵۵
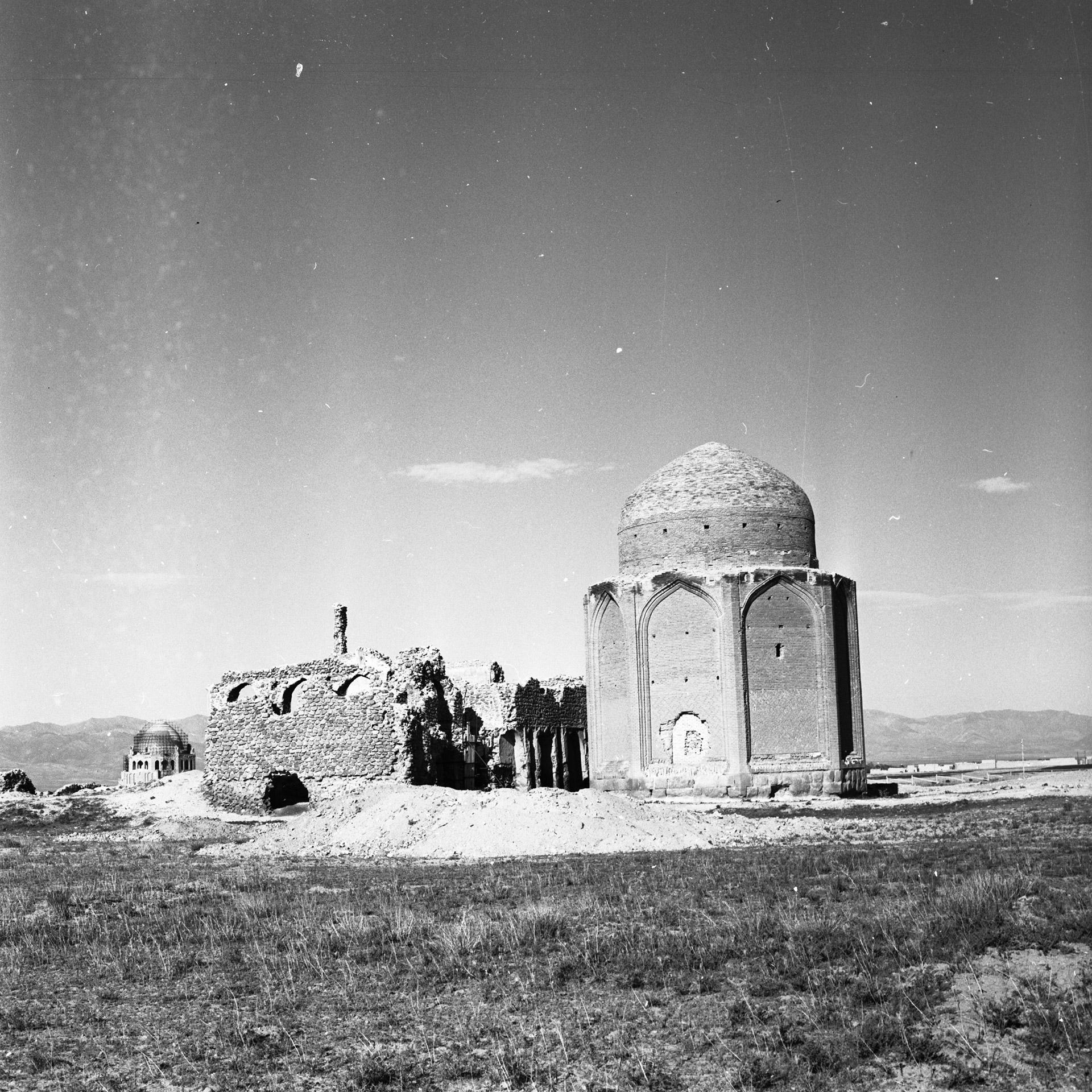
بنای چلبی‌اوغلی سال ۱۳۵۵
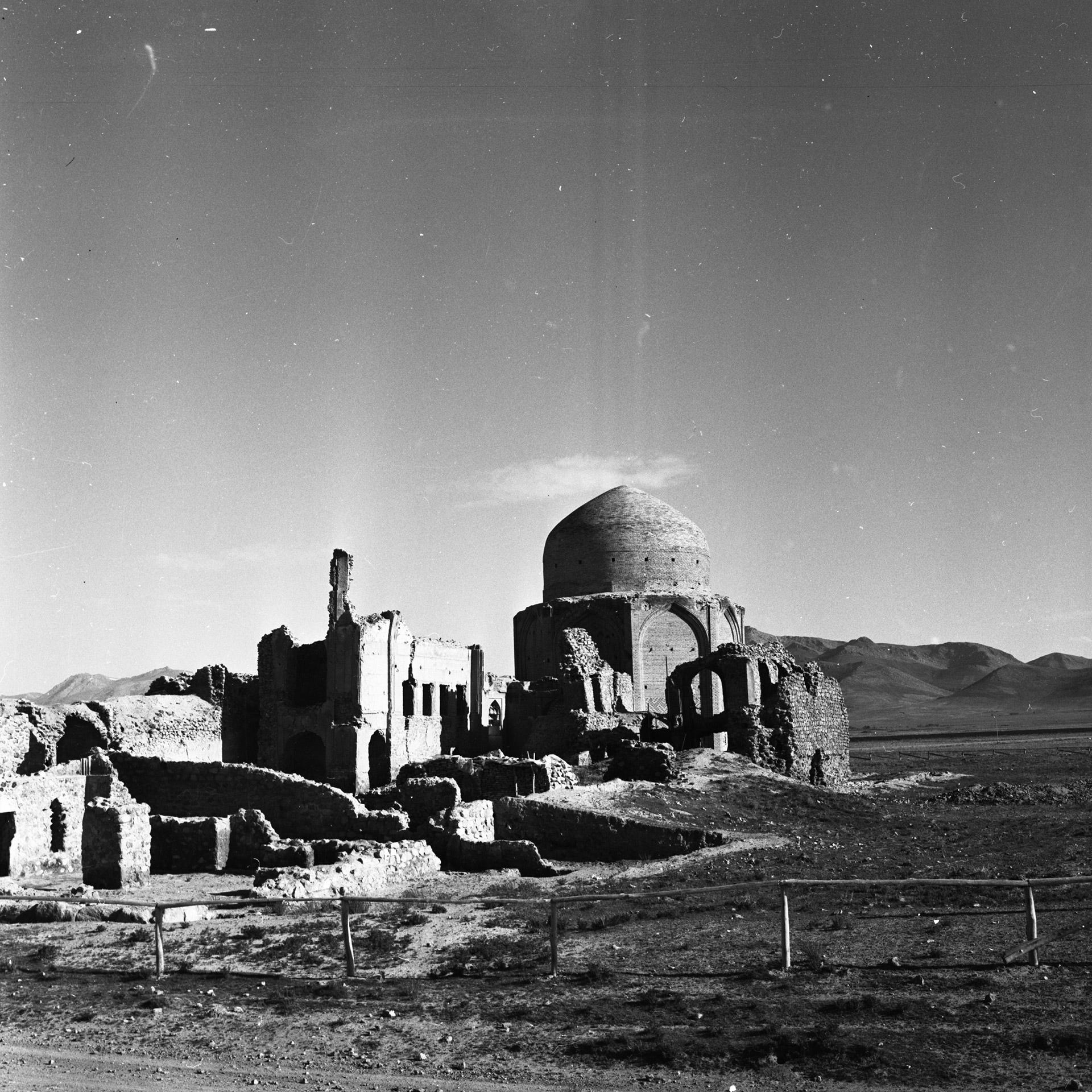
بنای چلبی‌اوغلی سال ۱۳۵۵
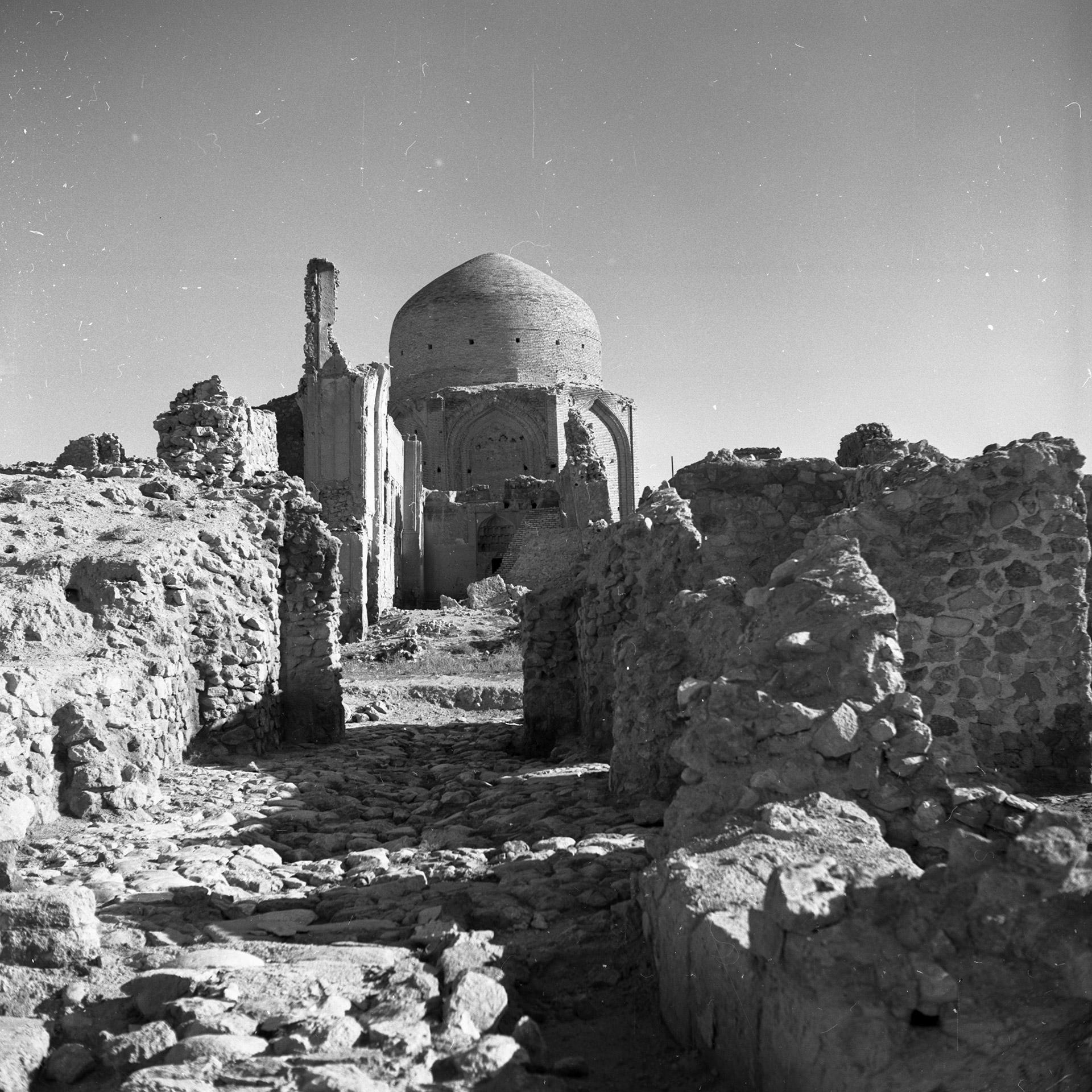
بنای چلبی‌اوغلی سال ۱۳۵۵
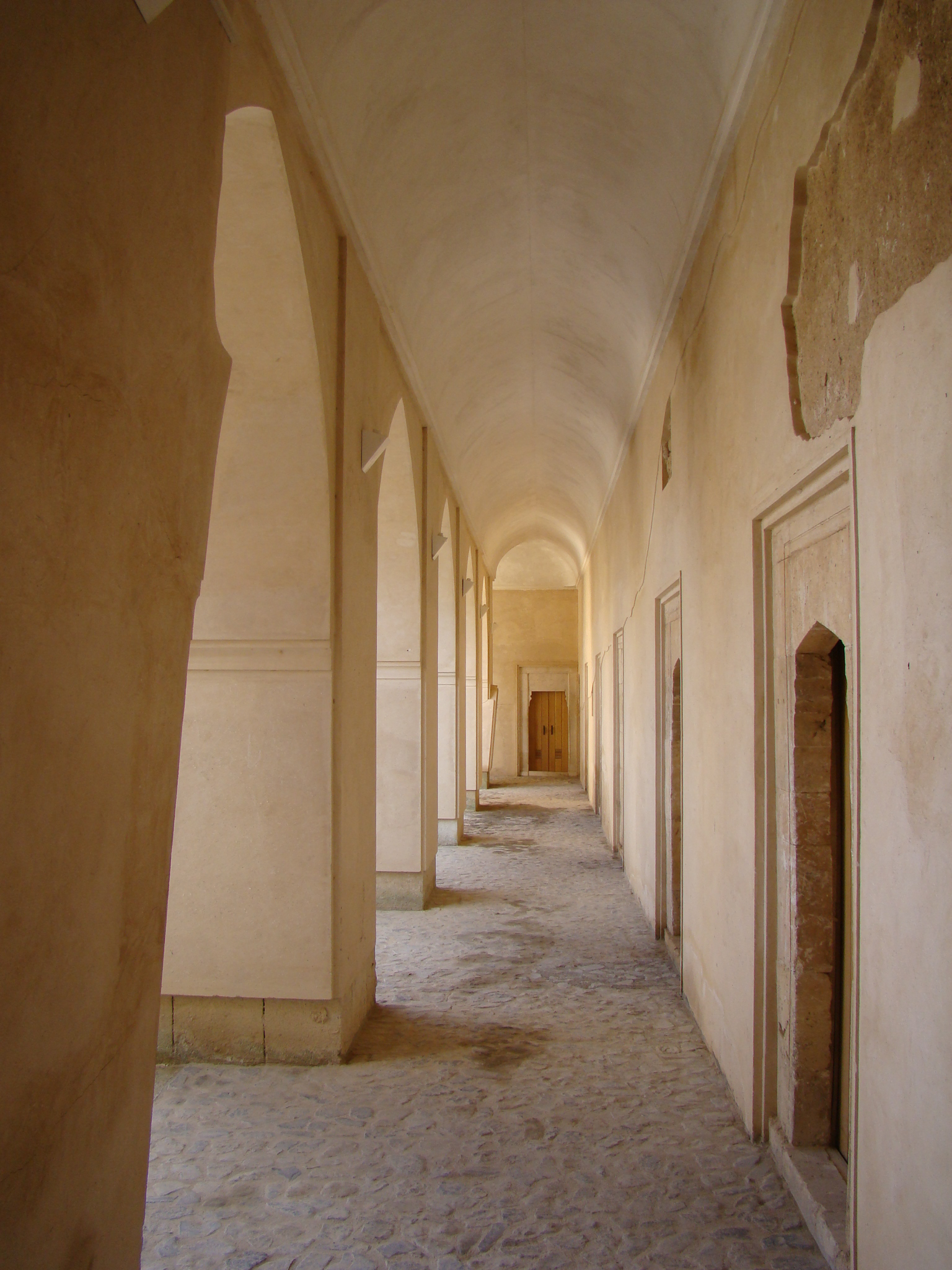
رواق‌ها
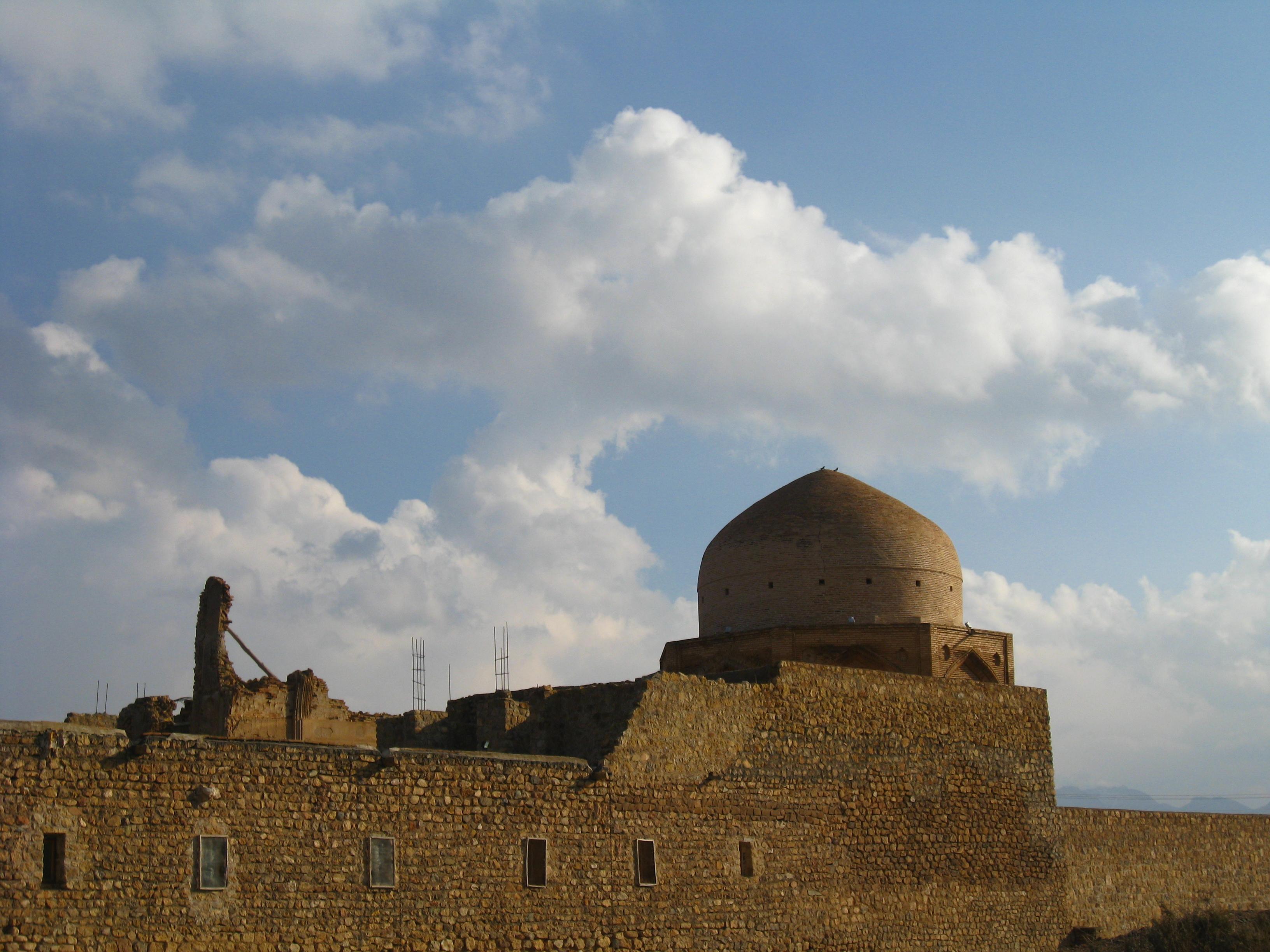
چشم‌انداز گنبد
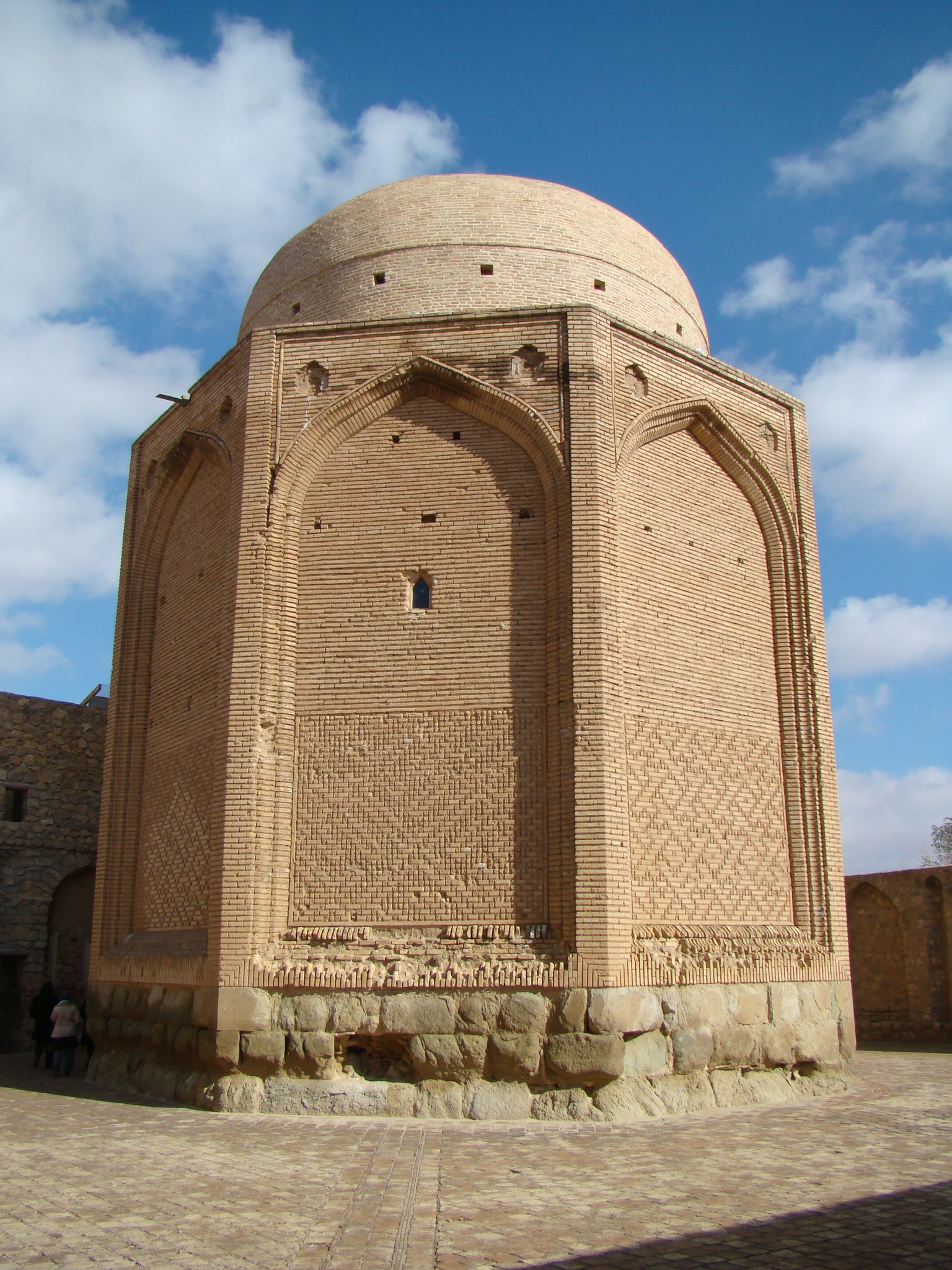
بنای تاریخی چلبی‌اوغلی
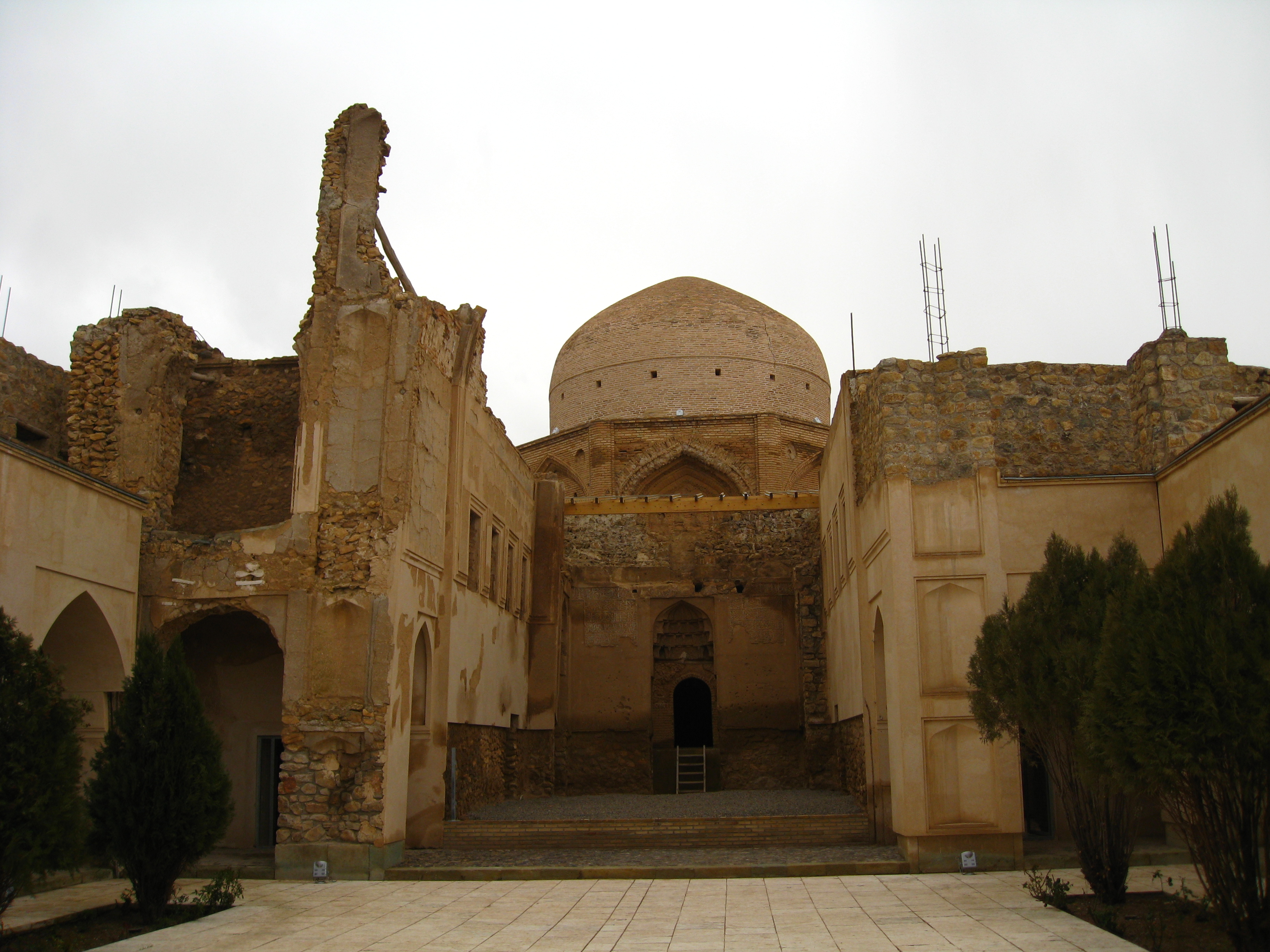
نمای پشتی بنا
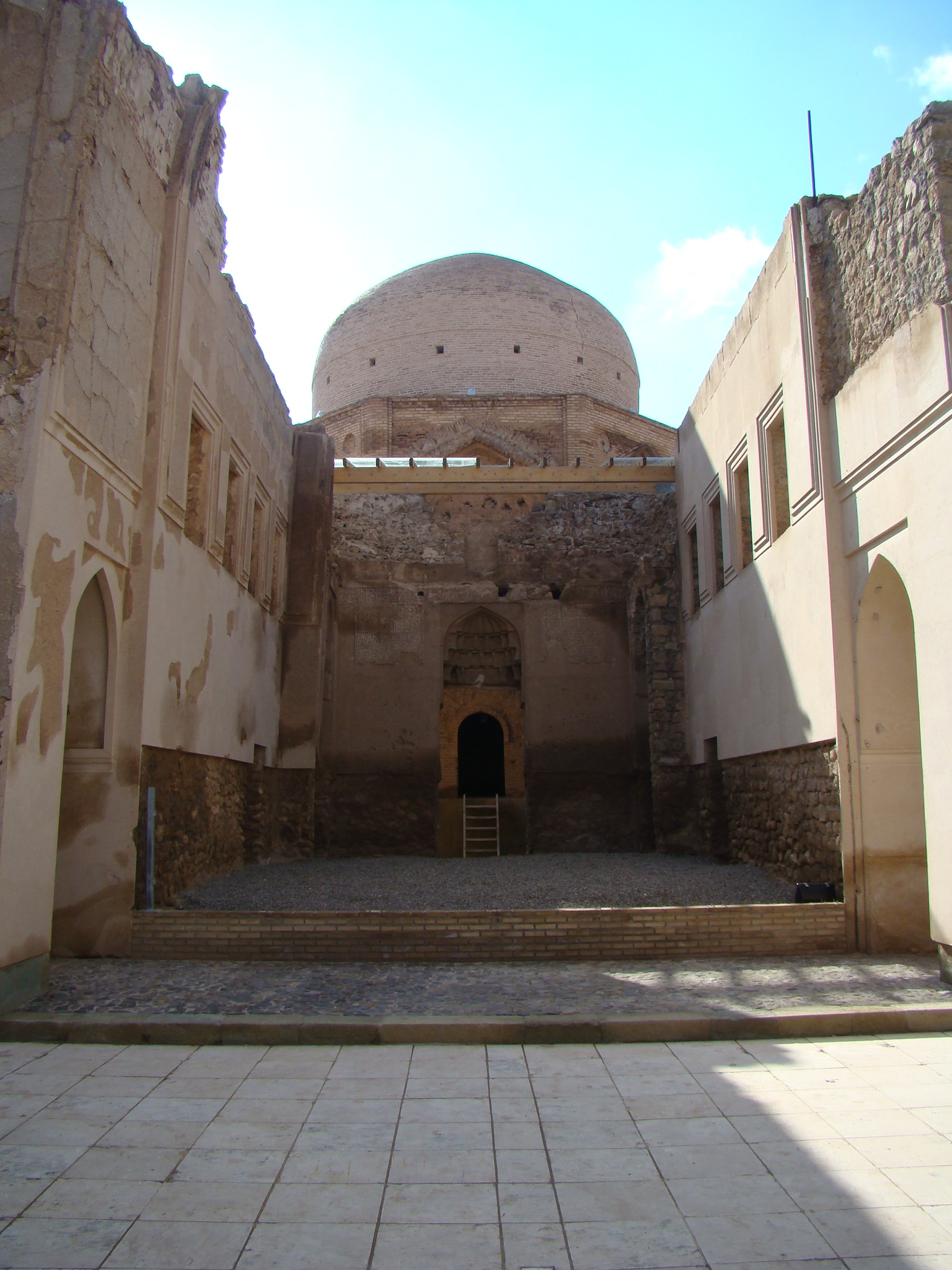
نمای پشتی بنا
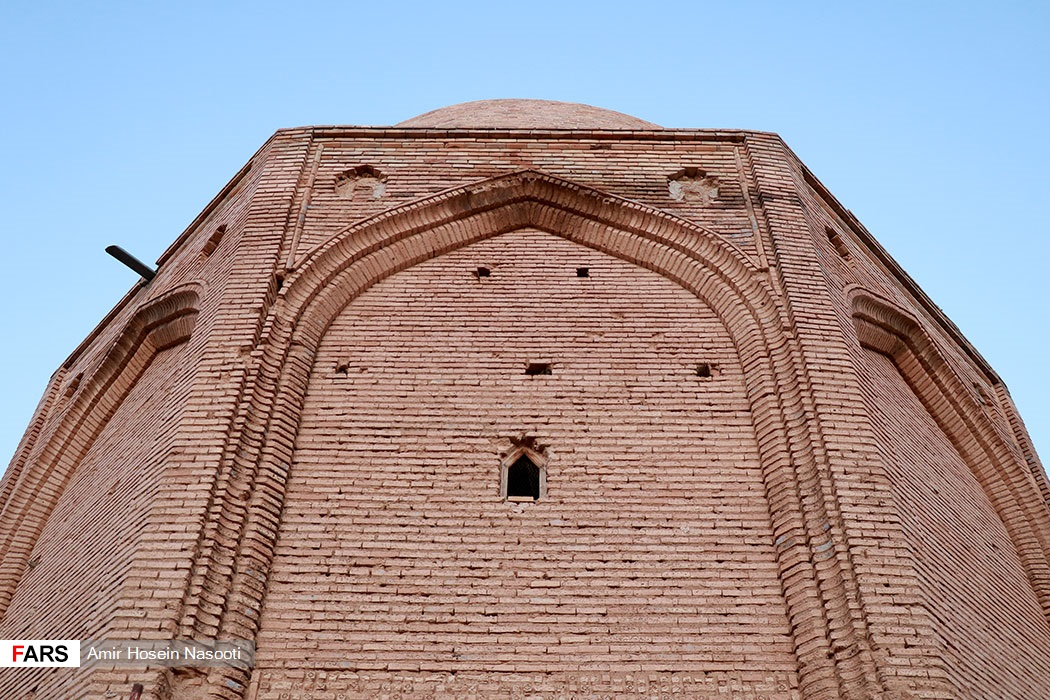
نمای نزدیک